# Saison 1992-1993 de l'Olympique lyonnais
Maillots
Chronologie
Saison précédente Saison suivante
La saison 1992-1993 de l'Olympique lyonnais est la quarante-troisième de l'histoire du club.

## Effectif professionnel
Gardiens :
- Gilles Rousset :  France
- Christophe Breton :  France

 Défenseurs :
- Bruno N'Gotty :  France
- Romarin Billong :  France/ Cameroun
- Ghislain Anselmini :  France
- Maxence Flachez :  France
- Jean-Marc Moulin :  France
- Alain Colacicco :  France
- Alexandre Bès :  France/ Cameroun
- Pascal Fugier :  France
- Patrice Ferri :  France
- Eric Péan :  France
- Yann Bardon :  France

 Milieux :
- Franck Gava :  France
- Sylvain Deplace :  France
- Claude-Arnaud Rivenet :  France
- Laurent Debrosse :  France
- Pierre Chavrondier :  France
- Bruno Génésio :  France
- Rémi Garde :  France
- Alfonso Fernandez Leal

 Attaquants :
- James Debbah :  Liberia
- Florian Maurice :  France
- Samassi Abou :  France/ Côte d'Ivoire
- Laurent Delamontagne :  France
- Guillaume Masson :  France

## Détail des matchs

### Championnat de France
1. le 8 août : Bordeaux 0 - 0 Lyon
2. le 14 août : Lyon 0 - 2 Nantes : Loko   10e ; Karembeu   81e
3. le 21 août : Sochaux 1 - 0 Lyon : Robert   22e
4. le 29 août : Lyon 2 - 2 Marseille : James Debbah   13e,   89e / Franck Sauzée   9e ; Basile Boli   90e
5. le 2 septembre : Lyon 2 - 3 Caen : Cauet   59e (csc) ; Delamontagne   89e / Gorter   5e ; Calderon   44e ; Dangbeto   90e
6. le 12 septembre : Lyon 2 - 2 Strasbourg : Gava   39e ; Debah   83e (pen.) / Keller   20e,   66e
7. le 17 septembre : Toulouse 0 - 0 Lyon
8. le 19 septembre : Valenciennes 0 - 0 Lyon
9. le 24 septembre : Lyon 2 - 1 Montpellier : Ngotty   18e ; Garde   28e (pen.) / Der Zakarian   14e
10. le 3 octobre : Saint-Étienne 0 - 0 Lyon (Classement :10e)
11. le 7 octobre : Lyon 1 - 1 Paris SG : Garde   7e / Valdo   50e
12. le 24 octobre : Lyon 1 - 1 Metz: Garde   81e (pen.) / Kubik   36e (pen.)
13. le 30 octobre : Lille 1 - 1 Lyon : Mota   24e / Ngotty   73e
14. le 7 novembre : Toulon 0 - 0 Lyon
15. le 20 novembre : Lyon 1 - 1 Le Havre : Gava   25e / Gourouli   74e
16. le 28 novembre : Nîmes 2 - 3 Lyon : Martel   45e ; Vercruysse   55e (pen.) / Gava   23e,   83e ; Masson   47e
17. le 2 décembre : Lyon 1 - 1 Auxerre : Gava   87e / Baticle   55e
18. le 12 novembre : Lens 0 - 3 Lyon : Fugier   43e ; Abou   65e ; Delamontagne   82e
19. le 19 décembre : Lyon 0 - 0 Monaco (Classement :10e)
20. le 9 janvier : Nantes 1 - 0 Lyon : Ouedec   48e
21. le 17 janvier : Lyon 3 - 1 Sochaux : Garde   2e,   38e ; Romarin Billong   58e / Prat   55e
22. le 23 janvier : Marseille 2 - 1 Lyon : Rudi Völler   3e,   80e / Billong   23e
23. le 30 janvier : Lyon 1 - 0 Caen : Debbah   81e
24. le 6 février : Strasbourg 2 - 1 Lyon : Cobos   27e ; Lebœuf   65e (pen.) / Debbah   86e
25. le 10 février : Lyon 2 - 1 Valenciennes : Flachez   10e ; Debbah   68e / Burruchaga   20e
26. le 21 février : Montpellier 0 - 2 Lyon : Gava   34e ; Debbah   39e
27. le 26 février : Lyon 0 - 2 Saint-Étienne : Passi   66e ; Kastendeuch   75e (pen.)
28. le 12 mars : Paris SG 1 - 1 Lyon : Ricardo   7e (pen.) / Garde   66e (pen.)
29. le 20 mars : Lyon 1 - 0 Toulouse : Gava   25e
30. le 2 avril : Metz 2 - 0 Lyon : Sechet   24e ; Huysman   71e (Classement :10e)
31. le 10 avril : Lyon 1 - 3 Lile : Maurice   81e / Assadourian   43e,   72e ; Nouma   84e
32. le 14 avril : Lyon 1 - 1 Toulon : Garde   5e (pen.) / Eyraud   27e
33. le 1er mai : Le Havre 2 - 0 Lyon : Delaunay   13e / Gourouli   80e
34. le 8 mai : Lyon 0 - 1 Nîmes : Vercruysse   62e
35. le 15 mai : Auxerre 2 - 1 Lyon : Martins   29e ; Laslandes   44e / Garde   71e (pen.)
36. le 22 mai : Lyon 3 - 1 Lens : Delamontagne   43e ; Gava   61e ; Debbah   65e / R. Boli   52e
37. le 29 mai : Monaco 2 - 1 Lyon : Y. Djorkaeff   13e,   80e ; Garde   36e
38. le 2 juin : Lyon 2 - 3 Bordeaux : Delamontagne   8e ; Ngotty   28e / Daniel   25e ; Dugarry   43e ; Zidane   60e (Classement :14e)

### Coupe de France
32e de finale :
- le 7 mars : Pont Saint-Esprit 1 - 0 Lyon : Boesso   58e

### Matchs amicaux
- le 17 juillet 1992 : Lyon 3 - 3 Sporting Lisbonnes
- le 17 février 1993 : Lyon 4 - 2 Lech Poznań : Abou  ,   ; Dabah   ; Gava
- le 19 avril 1993 : Lyon 1 - 4 France[1] : Maurice   / Blanc   ; Perez   ; Gnako   ; Ouedec

Match de bienfaisance en faveur des réfugiés bosniaques
- le 28 mars 1993 : Strasbourg 2 - 0 Lyon : Keller   ; Djetou